# Magnétotaxie

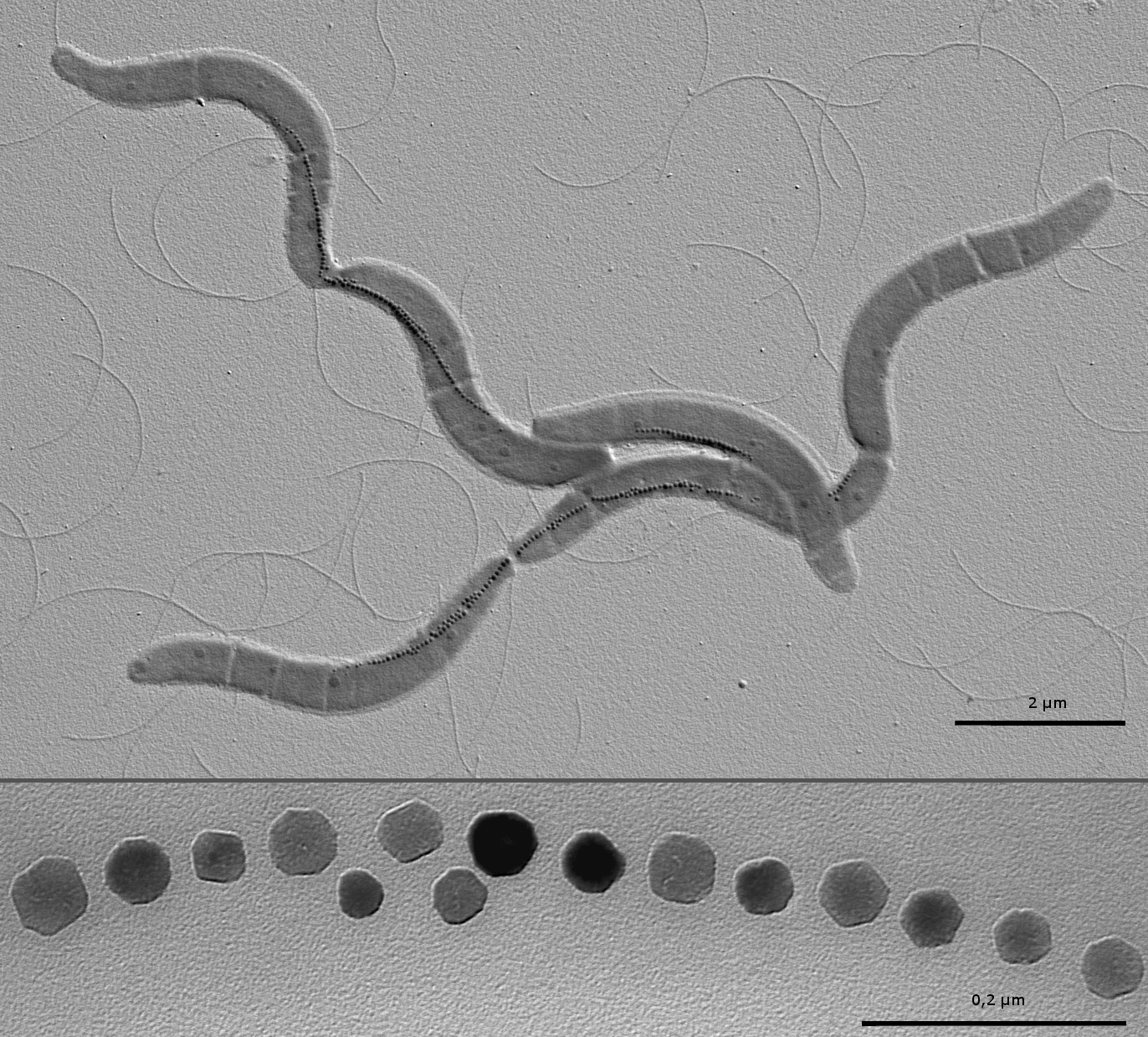
Magnetospirillum gryphiswaldense faisant apparaître les chaînes de cristaux de magnétite ; la partie inférieure de l'image montre un gros plan sur une chaîne de cristaux.

La magnétotaxie, ou le magnétotactisme, est la capacité qu'ont certaines bactéries à Gram négatif de percevoir les champs magnétiques et de coordonner leurs mouvements par rapport aux lignes de champ. C'est une forme de magnétoréception propre à ces micro-organismes.

## Histoire
La magnétotaxie a été pressentie dès 1963 par Salvatore Bellini et caractérisée en 1975 par Richard P. Blakemore. Elle a été mise en évidence au sein d'un groupe polyphylétique de bactéries, dites magnétotactiques et comprenant notamment des organismes microaérophiles à Gram négatif des genres Magnetospirillum et Desulfovibrio tels que Magnetospirillum magnetotacticum, Magnetospirillum magneticum, Desulfovibrio magneticus et Magnetospirillum gryphiswaldense.

## Évolution
Le développement de cette capacité chez certains microorganismes est généralement expliqué par le fait que les lignes de champ magnétique sont plus ou moins obliques dans les océans en fonction de la latitude et les suivre permettrait à ces bactéries, qui sont anaérobies ou microaérophiles, de trouver directement, en descendant en ligne droite, les eaux pauvres en oxygène mais riches en matières organiques situées sous la surface des couches de sédiments.
Cependant, comme de telles bactéries sont également présentes à l'équateur magnétique, où les lignes du champ géomagnétique sont horizontales, il a également été proposé que la magnétotaxie permettrait à ces organismes de faire abstraction du mouvement brownien et d'optimiser ainsi leur chimiotaxie.
En 2019 on a découvert différents eucaryotes unicellulaires (du règne des Excavata) recouverts de bactéries magnétotactiques, l'ensemble vivant en symbiose : l’eucaryote fournit aux bactéries de l'énergie (sous forme de dihydrogène), et en retour elles permettent à l'eucaryote de s'orienter dans les sédiments,.

## Mécanismes
La magnétotaxie fait intervenir des organites particuliers appelés magnétosomes. Ces derniers contiennent des microcristaux ferrimagnétiques, constitués le plus souvent de magnétite (FeO·Fe2O3), parfois de son équivalent sulfureux la greigite (FeS·Fe2S3). Ces cristaux possèdent un magnétisme intrinsèque qui les oriente en fonction du champ magnétique environnant, une propriété qui peut être exploitée par certains organismes pour se repérer dans l'espace ou conserver un cap dans son déplacement.
Ces cristaux sont captés par les organismes dans leur environnement, par exemple dans le sol par certaines bactéries 